# Гимноплевры
Гимноплевры (лат. Gymnopleurus) — род жесткокрылых семейства пластинчатоусых, подсемейства скарабеин.

## Описание
Наличник без зубцов. Передние голени снаружи с тремя большими зубцами. Передние лапки есть.

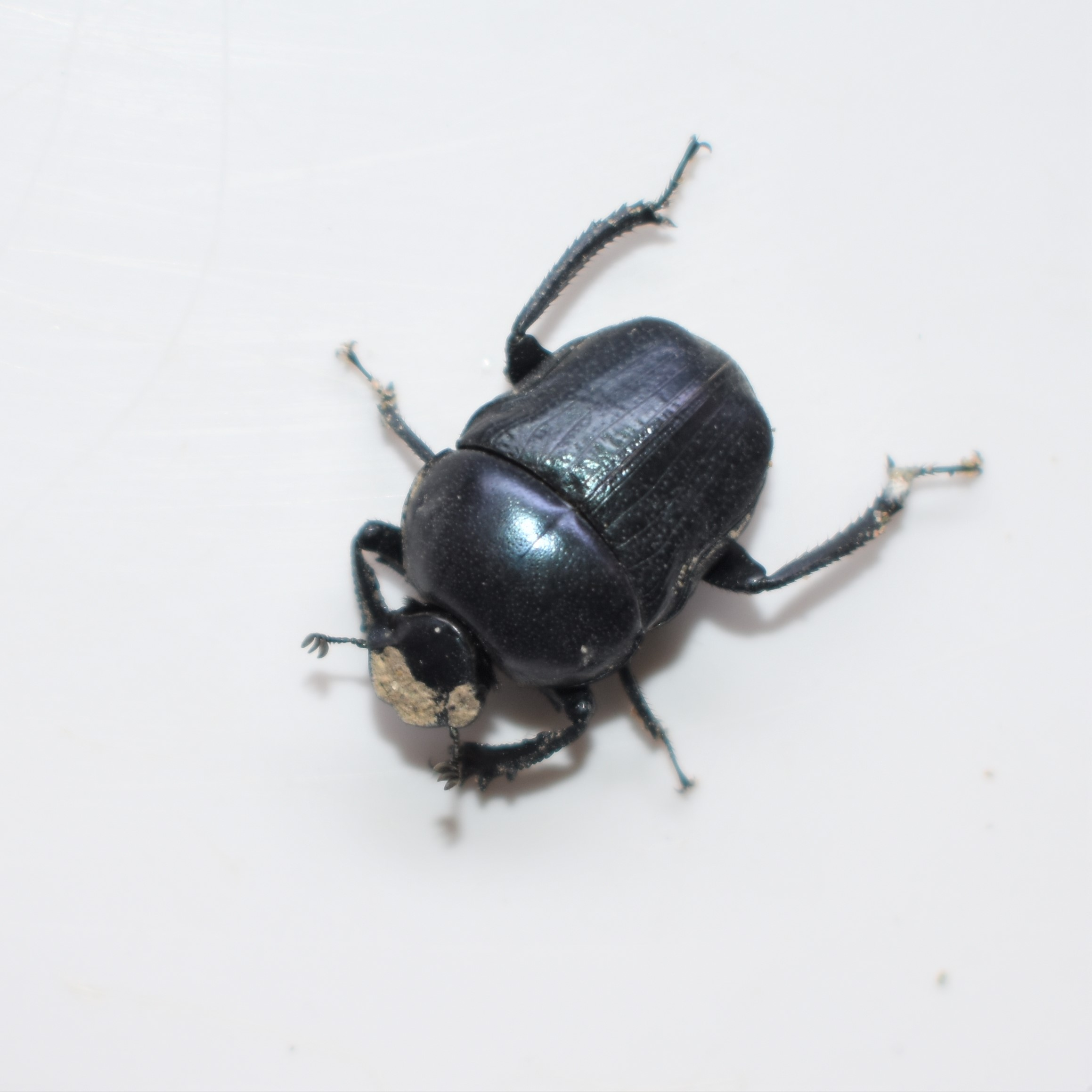
Gymnopleurus mopsus

## Систематика
В составе рода:
- вид: Gymnopleurus calignosus Balthasar, 1962
- вид: Gymnopleurus flagellatus (Fabricius, 1787)
- вид: Gymnopleurus geoffroyi (Füessly, 1775)
- вид: Gymnopleurus mopsus (Pallas, 1781)
- вид: Gymnopleurus reichei Waterhouse, 1890
- вид: Gymnopleurus sericeifrons Fairmaire, 1887
- вид: Gymnopleurus sturmi MacLeay, 1821
- вид: Gymnopleurus sturmii MacLeay, 1821